# کامیاران
کامیاران یکی از شهرهای استان کردستان واقع در غرب ایران است. این شهر مرکز شهرستان کامیاران است.
کامیاران در جنوبی‌ترین ناحیۀ استان کردستان، در ۴۲۰ کیلومتری غرب جنوبی تهران و ۵۸ کیلومتری جنوب سنندج، سر راه سنندج به کرمانشاه قرار دارد.
فرهنگ این شهرستان نیز مانند سایر نواحی استان کردستان است و مردم آن به زبان کردی تکلم می‌کنند. گویش اصلی ساکنان شهر کامیاران کردی اردلانی و هورامی است، بخشی از مردم این شهر کردنشین از گویشوران  کردی کلیایی و کردی کرمانشاهی هستند. 
برخی از طوایف اصلی شهر کامیاران که از ساکنین قدیمی به شمار می‌آیند پیرو دین یهودیت می‌باشند. در این شهر زبان فارسی به عنوان زبان نوشتاری و آموزش مورد استفاده قرار می‌گیرد.

## جغرافیا

### موقعیت جغرافیایی
شهر کامیاران در جنوب استان و در مسیر راه سنندج به کرمانشاه قرار گرفته و در موقعیت ۴۶ درجه و ۵۵ دقیقه طول شرقی‌ و ۳۴ درجه و ۴۸ دقیقه عرض شمالی‌ از نصف النهار گرینویچ و در ارتفاع متوسط ۱۳۴۰ متر از سطح دریا واقع شده است. کرمانشاه مهم ترین و نزدیک‌ترین شهر به آن است. فاصله کامیاران تا مرکز استان (سنندج) حدود ۶۴ کیلومتر است.

### آب و هوا
کامیاران در فصول بهار و پاییز آب و هوای دلپذیری دارد. فصل زمستان نستبا سرد و تابستان نیز ملایم و زیاد گرم نیست.

## تاریخ
در دوره حکومت آشوریان کامیاران مطابق با ایالت خارخار، یکی از ایالات کشور آشور بود.
کتیبه تنگی ور کامیاران مربوط به دوره آشورها در زمان حملات متداوم به ایالت خارخار نشان دهنده تمدن قدیمی منطقه می‌باشد.
متعاقب جنگ جهانی اول که روس‌ها بخشی از کشور ایران در شمال و ترک‌ها بخش دیگری را در غرب اشغال کردند؛ در محرم سال ۱۳۳۴ قمری، نیروهای ایرانی به سرپرستی شونمام -کونسول آلمان در کرمانشاه- به فرماندهی سردار رشید و سنجرخان که از عشایر روانسر، جوانرود، گشکی و رمشتی تشکیل شده بود و تعدادی از مجاهدان به فرماندهی میرزا غفارخان زنوزی و یگان‌هایی از ژاندارم‌های ایرانی به علاوهٔ یگان‌هایی از ارتش عثمانی به فرماندهی محی‌الدین بیگ به نیروهای روسیه به فرماندهی مامانوف در کامیاران حمله کردند. روس‌ها شکست سختی خورده و از راه سنندج به بیجار و از آنجا به زنجان عقب‌نشینی کردند.

## جمعیت‌شناسی‌

### زبان
مردم شهر  به زبان کردی اردلانی، گورانی، کردی کلیایی و کردی کرمانشاهی صحبت میکنند.

### دین
دین بیشتر مردم این شهر اسلام از مذهب سنی شافعی است. بخش دیگری از مردم کرد این شهر که عمدتا گویشوران کردی کرمانشاهی و کردی کلیایی هستند، شیعه و نیز پیروان آیین یارسان هستند. در گذشته نیز پیروان دین یهود و بهایی هم در این شهر می زیسته است.

## گردشگری

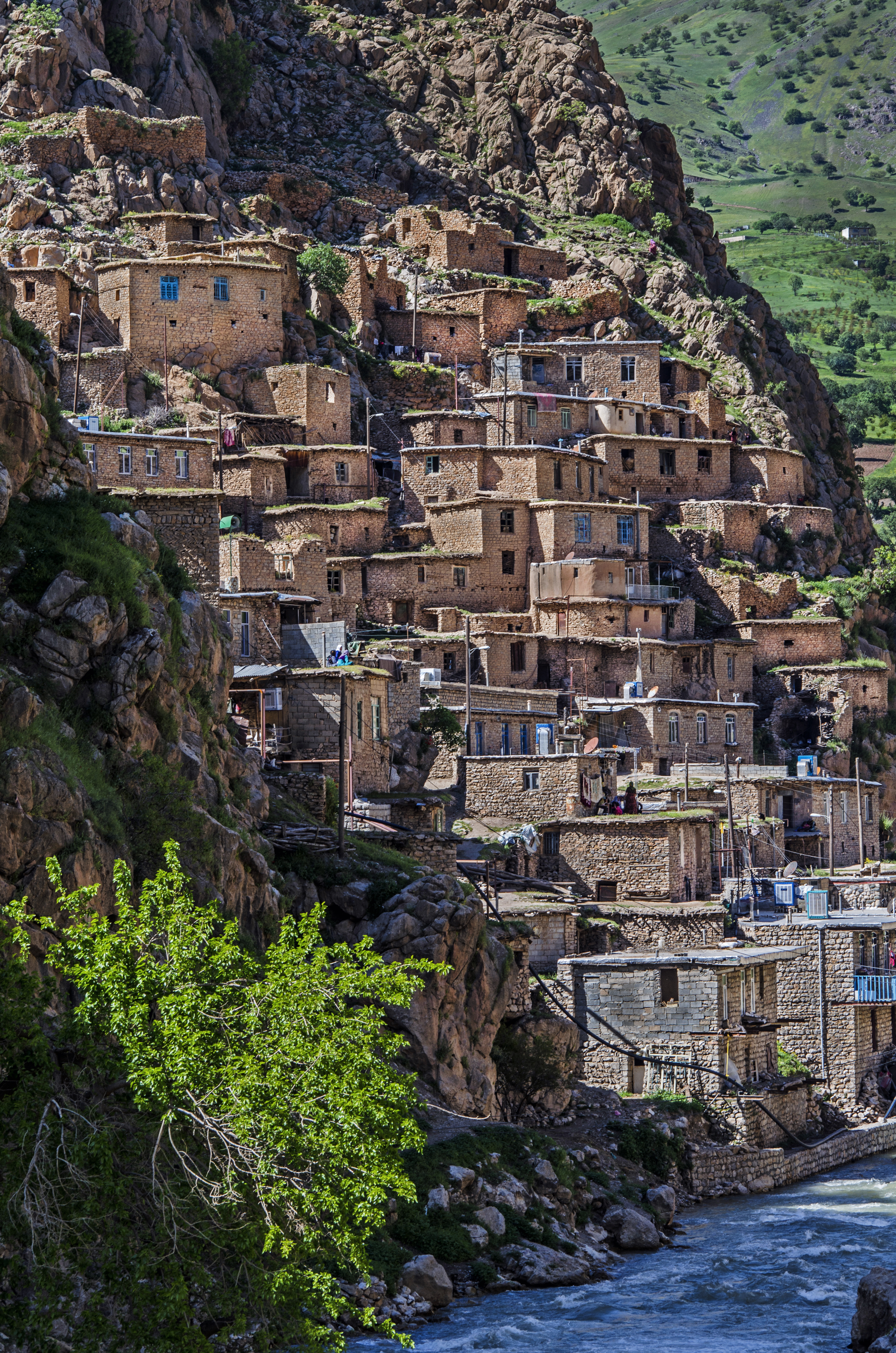
روستای پالنگان در شهرستان کامیاران

کامیاران دارای ۱۳۰ بنای تاریخی است که ۷۴ اثر آن به ثبت ملی رسیده‌است. کامیاران همچنین دارای ۳۰ منطقه نمونه گردشگری و ۴ روستای هدف گردشگری می‌باشد؛ که زیباترین آن روستایی به نام پلنگان (به زبان محلی پالنگان) است و به آثار طبیعی و همچنین معماری خانه‌های مردمانش مشهور است. همین پتانسیل‌های سبب شده‌است که کامیاران بیشترین درصد بازدید گردشگر در استان و به ویژه در بخش گردشگری روستایی داشته باشد.

## تغییرات شهری
طرح جامع شهر کامیاران در جلسهٔ مٰورخهٔ ۲ خرداد ۱۳۴۵ شورای عالی شهرسازی از سوی استاندار استان کردستان پیشنهاد شده و تصویب گردید.